# Werner Veidt
Werner Veidt, eigentlich Eugen Siegfried Veit, (* 4. Juli 1903 in Erfurt; † 10. Mai 1992 in Backnang) war ein deutscher Schauspieler und Autor.

## Leben
Er absolvierte nach der Schule eine Schauspielausbildung und wurde zuerst am Stadttheater Bunzlau in Schlesien, später in Stolpe in Pommern engagiert. Obwohl in Erfurt geboren, wuchs er in Tamm auf und wurde dort des schwäbischen Dialektes mächtig. Nach einer Spielzeit in Guben kehrte er nach Württemberg zurück und ging nach Ulm, von wo aus er nach Berlin und Stuttgart verpflichtet wurde. Später lebte er lange in Ludwigsburg und Backnang. 
Er trat u. a. in Stuttgart ab 1963 zwei Jahrzehnte lang gemeinsam mit seinem schwäbischen Kollegen Walter Schultheiß als schwäbisches Straßenkehrer-Duo "Karle und Gottlob" auf. 
Der Spruch "Ich bin der Straßenkehrer Gottlob Friederich; ich kehr für Arm und Reich, für Hoch und Niederich" wurde zum Markenzeichen in der Südfunk-Hörfunksendung aus der Villa Berg "Gäste im Großen Sendesaal", die jeden Samstag vom Süddeutschen Rundfunk live ausgestrahlt wurde. 
Er trat 1970 bis 1976 regelmäßig als schwäbischer "Bruddler" in der Fernseh-Abendschau des Süddeutschen Rundfunks Stuttgart auf.

## Werke
Darüber hinaus wurde Werner Veidt auch mit Büchern bundesweit bekannt und populär. Seine Bändchen sind in einer stolzen Gesamtauflage von mehr als 100.000 erschienen.
- "I möcht a mal wieder a Lausbua sei", Gedichte und Geschichten in schwäbischer Mundart, 1977, Knödler Verlag, ISBN 3874210375
- "Mr schlotzt sich so durchs Ländle", Gedichte und Geschichten in schwäbischer Mundart, 1985, Knödler Verlag, ISBN 9783874210652
- "Oh Anna Scheufele", Schwäbisch gebruddelt, 1978,  Knödler Verlag, ISBN 9783874210409
- "Heiter fällt das Blatt vom Baum", Gedichte und Geschichten in schwäbischer Mundart, 1982, Knödler Verlag, ISBN 9783874211109

## Filmografie
- 1958: Die Frau des Fotografen
- 1962: Walzer der Toreros
- 1963–1966: Schwäbische Geschichten
- 1964: Katharina Knie
- 1965: Der Forellenhof
- 1965: Undine
- 1968: Von Mäusen und Menschen
- Fernfahrer (1963–1967), TV-Serie (SDR)
- Die Physiker (1964), TV (SDR)
- Guten Abend. Töne, Takte und Theater (1966), TV
- Liebesgeschichten (1967), TV-Serie (SDR)
- Die Chronik der Familie Nägele (1968), TV-Serie
- Recht oder Unrecht – Der Fall Hetzel (1971), TV (SDR/SRG)
- 1982: Ich denke oft an Krottenbrunn
- 1991: Der König von Bärenbach

## Auszeichnungen
- Bundesverdienstkreuz